# انقراض الكمبري-الأوردوفيشي
حدث انقراض الكمبري-الأوردوفيشي (بالإنجليزية: Cambrian–Ordovician extinction event)‏ وقع منذ ما يقرب من 488 مليون سنة مضت. قضي هذا الانقراض الجماعي المبكر لدهر الحياة الظاهرة على العديد من ذراعيات الأرجل والكوندونت، وتناقصت أعداد كبيرة من أنواع ثلاثية الفصوص.
انهى حدث انقراض الكمبري-الأوردوفيشي العصر الكمبري، وادى إلى دخول العصر الأوردوفيشي في حقبة الحياة القديمة.

## نظريات
- التجلد
- نقص الأكسجين في المياه البحرية

## روابط خارجية
- Early Ordovician Climate
- Speculated Causes For the Cambrian Extinction